# غراهام غارتلاند
غراهام غارتلاند (بالإنجليزية: Graham Gartland)‏ (13 يوليو 1983 بدبلن في جمهورية أيرلندا - ) هو لاعب كرة قدم أيرلندي في مركز الدفاع. شارك مع منتخب جمهورية أيرلندا تحت 17 سنة لكرة القدم وRepublic of Ireland national football B team ‏. أما مع النوادي، فقد لعب مع باتريك أتلتيك ودرودا يونايتد ودندي يونايتد وسانت جونستون ونادي روس كاونتي ونادي شامروك روفرز ونادي شيلبورن ولونغفورد تاون ‏.

## وصلات خارجية
- غراهام غارتلاند على موقع قاعدة بيانات كرة القدم.إي يو (الإنجليزية)
- غراهام غارتلاند على موقع Soccerbase.com (لاعب) (الإنجليزية)